# The lesson of the ring
The lesson of the ring er en film instrueret af Kasper Langaa og Mads Lund Christensen.

## Handling
Filmen begynder under monsunen, der vælter ned over Kolkata (tidligere Calcutta) og skaber oversvømmelse i gaderne. En brølende højttaler fra minareten minder os om, at vi befinder os i et muslimsk kvarter. Men hurtigt skifter scenen til en træningssal, hvor piger banker løs på sandsække for at styrke deres boksefærdigheder. Hvad skal det nu til for: indiske piger, der bokser?